# Silniční most v Brzkově
Silniční most na silnici II/351  mezi obcemi Brzkov a Polnou překlenuje Skrýšovský potok. Je nemovitou kulturní památkou, která byla v roce 1973 zapsána do státního seznamu kulturních památek pod číslem 14383/7-5147.

## Popis
Silniční most byl postaven v třicátých letech 19. století. V roce 2006 byl opravován.
Most je omítaná kamenná stavba s jedním segmentovým obloukem, který se opírá do příbřežních půlkruhových pilířů. Je postaven z lomového kamene s cihlovými vysprávkami. Parapetní zídky jsou vysoké 0,50 m, jsou vyzděny z cihel a kryté kamennými deskami, dlouhými 0,45–0,75 m, širokými 0,45 m a silnými 0,18 m. Na koncích rovných částí se zídky půlkruhovitě rozevírají (s poloměrem asi 1 m). Zídky byly ukončeny kamennými čočkami.
Most je dlouhý 12 m, široký 4,5 m, rozpětí oblouku je pět metrů. Mostovka má asfaltový povrch.

## Pověst
K mostu se vztahuje pověst o polenském řezníkovi a vodníkovi. Chycený hastrman sliboval řezníkovi, že už nikoho neutopí a řezník na oplátku slíbil vodníkovi kus masa, kdykoliv přijde do Polné. Řezník záhy slib porušil. Když vodník sahal na maso, usekl mu ruku. Vodník slíbil mstu. V jediný den se řezníkovi v potoce převrátil vůz se zbožím a penězi, v řece se mu utopilo několik koní a doma ve studni se utopil jeho syn. Krátce na to, když šel řezník do Brzkova pro ovce, potkal na mostě bezrukého žebráka. Řezník mu dával groš, ale hastrman mu groš vracel zpátky se slovy: „Nech si své peníze, již jsem si od tebe vzal dost,“ a skočil do vody.